# Bengkulu (province)
Bengkulu (en indonésien : Bengkulu, en malais : Bangkahulu), anciennement Bengkoeloe, est une province d'Indonésie située sur la côte sud-ouest de l'île de Sumatra. Sa capitale s'appelle également Bengkulu.
Elle borde les provinces de Sumatra occidental et Jambi au nord, Sumatra du Sud à l'est et Lampung au sud.
La province inclut deux des îles frontalières d'Indonésie, Enggano et Mega, ainsi que des îles plus petites comme Pulau Dua, Bangkai et Merbau.

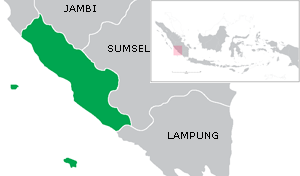

## Géographie
La province de Bengkulu est bordée :
- Au nord par celle de Sumatra occidental,
- À l'est par celles de Jambi et Sumatra du Sud,
- Au sud par la province de Lampung et
- À l'ouest par l'océan Indien.

## Divisions administratives
La province de Bengkulu est subdivisée en neuf kabupaten :
- Bengkulu central (Karang Tinggi)
- Bengkulu du Nord (Arga Makmur)
- Bengkulu du Sud (Manna)
- Kaur (Bintuhan)
- Kepahiang (Kepahiang)
- Lebong (Muara Aman)
- Mukomuko (Mukomuko)
- Rejang Lebong (Curup)
- Seluma (Tais)

et une kota :
- Bengkulu

## Histoire
Voir : Bengkulu (ville)

## Démographie

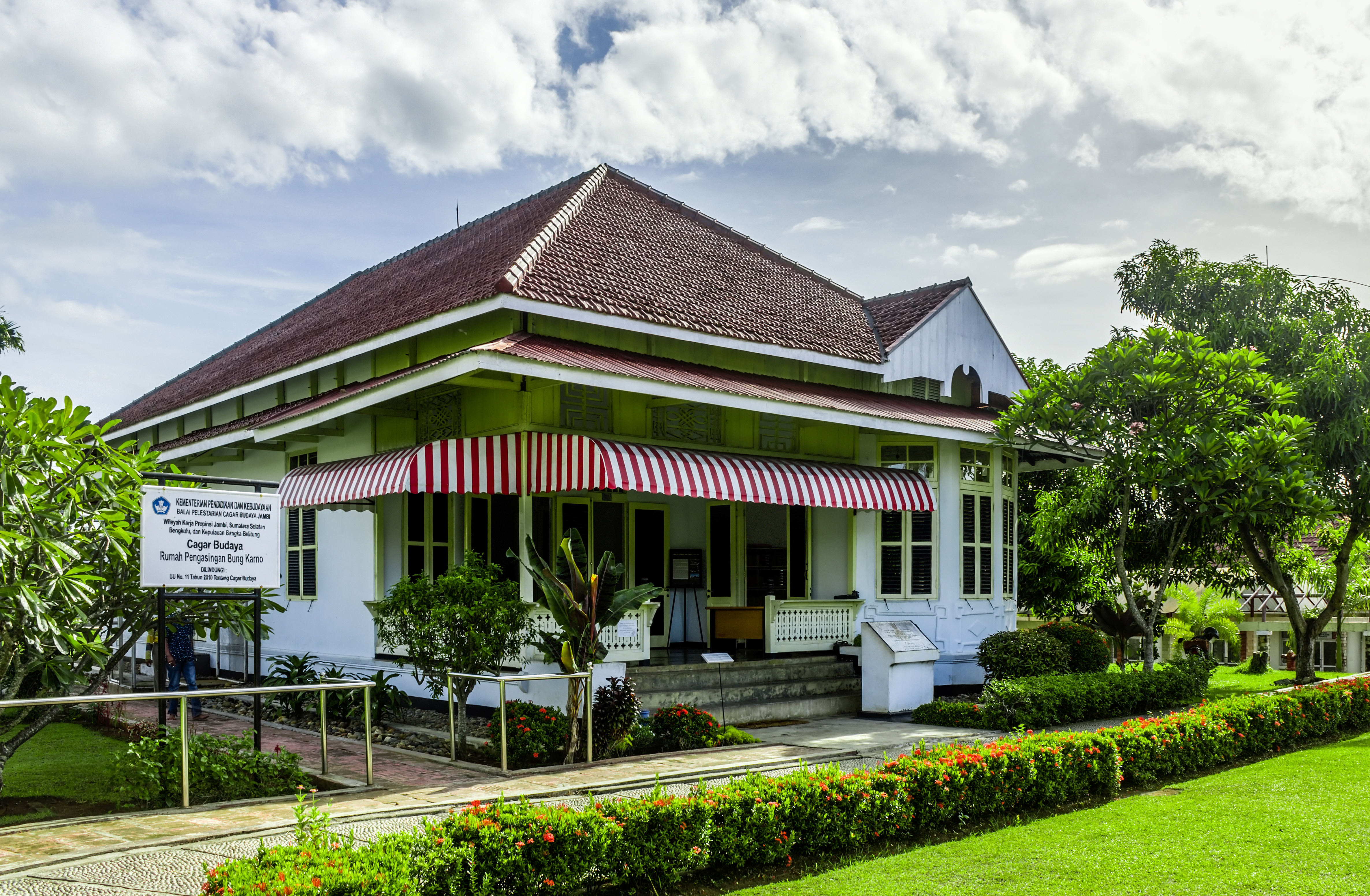
La maison d'exil de Soekarno à Bengkulu

### Population et langues
La population indigène de Bengkulu sont les Redjang, au nombre de 238 000. Leur société est organisée autour de 4 clans principaux.
La langue redjang est catégorisée comme "non classée" dans la branche malayo-polynésienne des langues austronésiennes. Elle s'écrit avec un alphabet propre d'origine indienne.
On parle également à Bengkulu le bengkulu proprement dit et le serawai, des formes de malais, classées dans le sous-groupe dit "malais local" des langues malayo-polynésiennes.

### Religion
|                | Quantité  | %      |
| -------------- | --------- | ------ |
| Islam          | 2 050 109 | 97,71% |
| Protestantisme | 33 510    | 1,60%  |
| Catholicisme   | 8 119     | 0,39%  |
| Autres         | 6 351     | 0,30%  |